# Nashville Skyline
Nashville Skyline ist das neunte Studioalbum des amerikanischen Musikers Bob Dylan. Es erschien am 9. April 1969 auf dem Plattenlabel Columbia Records und wurde von Bob Johnston produziert. Auf dem asiatischen Markt erschien das Album 1973 als Lizenzaufnahme bei Life Records.
Nachdem er auf John Wesley Harding erstmals auch ein Country-Stück veröffentlicht hatte, wandte sich Dylan auf diesem Album ganz der Country-Musik zu. Spätere Alben fielen dann wieder in die Bereiche Folk und/oder Rock.

## Entstehung
Nach einem Motorradunfall im Juli 1966 hatte sich Bob Dylan vollständig aus der Öffentlichkeit zurückgezogen. Seitdem lebte er mit seiner Frau Sara und den gemeinsamen Kindern in der ländlichen Idylle der Künstlerkolonie Woodstock. Informationen über ihn oder seine Musik flossen außerordentlich spärlich und er war lediglich einmal zu einem Live-Auftritt erschienen. Wenngleich Dylan mit John Wesley Harding ein erfolgreiches Akustik-Album veröffentlicht hatte, verharrte er in seiner selbstgewählten Abgeschiedenheit und hielt nur sporadischen Kontakt zu einigen Musikerkollegen. Die Hinwendung zum Privatleben hatte seiner Popularität allerdings keinen Abbruch getan und Dylans Ruhm, von der Gegenkultur noch immer als „Stimme einer Generation“ verklärt, steigerte sich gerade in der Zeit seiner Abstinenz noch mehr.
Vor diesem Hintergrund begab sich Dylan im Februar 1969 nach Nashville, womit er in das Zentrum der kommerziellen Country-Musik zurückkehrte. Unter der Leitung des Produzenten Bob Johnston, der durch seine guten Kontakte ausgewählte Studiomusiker buchen konnte, begann Dylan am 13. Februar in den Columbia Music Row Studios mit der Arbeit an einem neuen Album. Die Platte wurde innerhalb von nur einer Woche eingespielt und trägt in Anlehnung an den Aufnahmeort den Titel Nashville Skyline. Mit einer Spieldauer von nur 27 Minuten ist das kürzeste aller Dylan-Alben. 
Auf Vermittlung seines Produzenten wurde Dylan bei der Session am 18. Februar durch den Country-Star Johnny Cash unterstützt, mit dem er seit einigen Jahren befreundet war. Spontan arrangierten sie 15 Songs neu und spielten sie ein (One Too Many Mornings, Big River, I Walk the Line, Ring of Fire), doch beide Musiker befanden die Aufnahmen für nicht gut genug, um sie zu veröffentlichen. Lediglich das Duett Girl from the North Country erschien auf dem Album. Die Verbindung zwischen Dylan und Cash erreichte 1969 ihren Höhepunkt. Bis zum Ende der Aufnahmen wohnte Dylan im Haus seines Freundes und schrieb für ihn den Song Wanted Man, den Cash kurz darauf auf seinem Livealbum At San Quentin einspielte. Bei seiner Ankündigung des Songs erklärte er den Gefängnisinsassen, wer Bob Dylan sei, und bezeichnete ihn als „the greatest writer of our time“ (dt. „Der größte Songschreiber unserer Zeit“). Cash verfasste auch den Plattentext für Nashville Skyline und wurde dafür 1970 mit einem Grammy Award („Best Album Notes“) ausgezeichnet:

„Hier ist ein guter Kumpel, der sehr viel Ahnung von Country-Musik hat. Vergesst, was ihr über ihn als Protestler, Hippie oder Freak gehört habt, hört euch einfach an, wie der Mann hier über Liebe singt.“

Kurz nach der Veröffentlichung des Albums trat Dylan erstmals seit drei Jahren wieder im amerikanischen Fernsehen auf. Er war am 7. Juni 1969 Gast der Johnny Cash Show und sang als Solist I Threw It All Away und Living the Blues und dann zusammen mit Cash Girl from the North Country.

## Inhalt und Bedeutung
Dylan dokumentiert auf Nashville Skyline unmissverständlich seine erstaunliche Wandlung vom poetischen Großstadt-Underground-Rebellen zum saturierten Country-Star. Als Ausdruck seiner künstlerischen Neuausrichtung fällt zunächst auf, dass sich seine Stimme völlig verändert hat. Alles Scharfe und Nasale ist verschwunden, sein Gesang klingt sauberer und kontrollierter. Erstmals hört man, wie Dylan versucht artikuliert zu singen und sein derart offen intonierter Gesang wirkt geschmeidig und anschmiegsam (Crooning). Der Musiker begründete die Veränderung lediglich damit, dass er mit dem Rauchen aufgehört habe.
Inhaltlich huldigt der Familienvater den einfachen Freuden des Landlebens und stellt das Thema Liebe in das Zentrum des Albums. Die vordergründig unpolitischen Songs sind thematisch daran angelehnt, seien es Erinnerungen an eine alte Liebe (Girl from the North Country) oder das Bedauern über das Ende einer Beziehung (I Threw It All Away). Die Songs One More Night, Tell Me That It Isn’t True und auch I Threw It all Away dokumentieren den Einfluss des Country-Sängers Hank Williams auf Dylan. Im Gegensatz zu früher, als seine Beziehungen im Karussell surrealistischer Wirbel verschwanden, zeigt er sich hier als einer, der bereit ist, Verantwortung zu übernehmen. 
In dem sinnlichen Lay Lady Lay bringt Dylan sein starkes Verlangen nach einer Frau zum Ausdruck und sagt selbst, es enthalte „romantische und eventuell auch sexuelle Vorahnung“. Zum ersten Mal auf einer offiziellen Platte hatte Dylan mit Girl from the North Country einen Song ein zweites Mal aufgenommen (nach The Freewheelin’ Bob Dylan, 1963) und mit Nashville Skyline Rag sein erstes Instrumentalstück veröffentlicht. Das Stück im albumtypischen Country-Stil war im Grunde nur die kurze Warm-up-Jam zu Beginn der Sessions am 17. Februar. Dylan selbst äußerte sich in der ½Newsweek wenige Tage nach der Veröffentlichung zu seinem neuen Album:

„Es sind alles sehr einfache Lieder mit einfachen Inhalten und wenigen Worten – Lieder die man sich leicht merken kann. [...] Das ist die Art von Songs, die ich immer schreiben wollte. Die Songs spiegeln mehr von meinem Innern wider als meine früheren. Sie sind näher an meiner Person dran als zum Beispiel John Wesley Harding. Damals hatte ich das Gefühl, alle erwarten von mir, ein Dichter zu sein, also habe ich das zu sein versucht. Aber die kleinste Zeile auf diesem neuen Album bedeutet mir mehr als einige Songs auf jedem früheren Album, das ich gemacht habe.“

Sowohl inhaltlich wie musikalisch zeigte sich Dylan auf Nashville Skyline in Kontrast zum Zeitgeist der Rockmusik, die durch psychedelische Soundexperimente und die Hippie-Gegenkultur bestimmt wurde. Mit dieser Kehrtwende und seiner wieder einmal kompromisslosen Haltung zeigte er sich von äußeren Einflüssen unberührt. Trotz ihres guten persönlichen Verhältnisses galten Cash und Dylan bis dato als zwei Antipoden der amerikanischen Songwriter-Tradition. Durch die nach außen getragene enge Verbindung zu Cash gewann Dylan im klassischen Country-Milieu neue Anhänger und bereitete der Akzeptanz der bislang meist als reaktionär verpönten Musikrichtung im Rocklager den Boden. Unweigerlich wurde Dylan mit Nashville Skyline zu einem Wegbereiter des Country-Rock und läutete – neben den Byrds, Buffalo Springfield sowie Crosby, Stills and Nash – eine Renaissance der Stilrichtung ein.
Für alle, für die Dylan bis dahin als „Prophet“ oder als „Sprachrohr einer Generation“ galt, wirkte diese Wandlung beklemmend, und das Album stieß auf Ablehnung bei Kritikern und seinem bisherigen Publikum. Auf dem Höhepunkt des Vietnamkrieges bekam er den Vorwurf zu hören, das Album biete nur sehr flache und klischeehafte Musik und komme einer politischen Bankrotterklärung gleich. Obwohl Dylan unweit vom Gelände des Woodstock-Festivals wohnte, lehnte er die Einladung zu einem Auftritt ab. Angeblich war er von den ständigen Besuchen der Hippies in seinem Wohnort derart genervt, dass er nach Großbritannien reiste, um stattdessen beim Isle of Wight Festival aufzutreten. Hier war er am Abend des 31. August 1969 mit The Band der Headliner vor 150.000 Zuschauern. Von seinem leblosen, insgesamt reichlich uninspirierten und unsicheren Auftritt zeigten sich Kritiker und Fans enttäuscht.

## Charts
Als drittes Album in Folge erreichte Nashville Skyline den 1. Platz der UK-Charts und konnte die Spitzenposition insgesamt vier Wochen lang behaupten (18. Mai – 14. Juni 1969). In den Vereinigten Staaten erreichte das Album den 3. Platz der Billboard-Charts. Die Single Lay Lady Lay belegte den 7. Platz der Charts und wurde für Dylan zu einem der größten Charterfolge in den Vereinigten Staaten.

## Titelliste
Alle Songs wurden von Bob Dylan geschrieben.
LP Seite 1
1. Girl from the North Country (mit Johnny Cash) – 3:41
2. Nashville Skyline Rag (Instrumental) – 3:12
3. To Be Alone with You – 2:05
4. I Threw It All Away – 2:23
5. Peggy Day – 1:59

LP Seite 2
1. Lay Lady Lay – 3:20
2. One More Night – 2:25
3. Tell Me That It Isn’t True – 2:45
4. Country Pie – 1:35
5. Tonight I’ll Be Staying Here with You – 3:23

## Bemerkenswertes
- Zu Beginn von Girl from the North Country hört man Dylan Kaugummi kauen.
- Das Album war der erste Tonträger, der Material von Cashs Gitarristen Bob Wootton enthielt. Das erste Cash-Album mit Wootton (At San Quentin) erschien im Juni 1969.
- Zu Beginn von To Be Alone With You fragt Dylan den Produzenten Johnston, ob die Bänder laufen („Is it rolling, Bob?“).
- Da Dylan sich erst während der Aufnahmen dazu entschlossen hatte, für den Song Lay Lady Lay eine Cowbell und Bongos einzusetzen, fehlten dem Schlagzeuger Kenny Buttrey die passenden Stative. Der damals als Hausmeister der Columbia Studios angestellte Kris Kristofferson wurde daraufhin gebeten, die Instrumente für die Aufnahme zu halten.[12]